# Posebno območje varstva okolja Köyceğiz-Dalyan
Posebno območje varstva okolja Köyceğiz-Dalyan je zaščiten naravni rezervat v turški provinci Muğla. Junija 1988 je bilo določeno in razglašeno za prvo zavarovano območje te vrste (Özel Çevre Koruma Bölgesi) Turčije. Leta 1990 je bilo prvotno območje razširjeno proti zahodu.
Do zdaj ima tak status štirinajst naravnih rezervatov, od katerih je verjetno najbolj znan Pamukkale. Vsa ta območja so pod nadzorom ÖÇKK (Özel Çevre Koruma Kurumu’’), turške agencije za varstvo okolja za posebna območja.
Območje je dobilo poseben status zaradi prošnje princa Filipa turškemu premierju Turgutu Özalu za moratorij na gradnjo hotelskega kompleksa na plaži İztuzu , medtem ko čaka na presojo vplivov na okolje. V času, ko je bil princ Filip predsednik WWF, so se nanj obrnili okoljevarstveniki, kot so June Haimoff, Günther Peter, David Bellamy, Lily Venizelos, Nergis Yazgan in Keith Corbett, da bi pomagali ustaviti gradnjo hotelskega kompleksa na plaži. Plaža İztuzu je bila eno glavnih območij gnezdenja za ogroženo želvo glavato kareto (Caretta caretta), okoljevarstveniki pa so se trudili ohraniti življenjski prostor te želve. Septembra 1987 je bil gradbeni projekt ustavljen zaradi presoje vplivov na okolje, leta 1988 pa se je turška vlada zaradi posebnega pomena območja odločila za prepoved gradnje. To ni bilo le zaradi naravnega pomena plaže in njenega pomena kot bivališča želv, ampak tudi zaradi kulturnega in zgodovinskega pomena in geološkega pomena zaledja Dalyan-Köyceğiz. Območje zaradi zaščitenega statusa ponuja dobre možnosti za ekoturizem in rekreacijo. Köyceğiz-Dalyan se ponaša z najbolj fantastičnimi panoramskimi razgledi.
Zaščitni status območja je bil od leta 1990 določen v številnih trajnostnih okoljskih projektih  in predpisuje:
- varovanje in izboljšanje njegove biotske raznovrstnosti;
- preprečujejo onesnaževanje okolja;
- vzpostavlja ravnovesje med razvojem kmetijstva, industrije in turizma na eni strani ter okoljem na drugi strani;
- varovanje podzemne in površinske vode območja.

SEPA pokriva površino 461 km² in vključuje okrožja Köyceğiz, Toparlar, Beyobaşı in Dalyan. Obstaja 17 naselij, od katerih sta Köyceğiz na severnem bregu jezera in turistično mesto Dalyan ob reki, ki izhaja iz jezera, najpomembnejši.

## Opis
Območje je sestavljeno iz različnih kopenskih struktur okrog jezera Köyceğiz. 
Jezero Köyceğiz je eno največjih turških obalnih jezer, ki je nastalo v antiki kot posledica oblikovanja dolgega pasu sipin (plaža İztuzu). Jezero se napaja z vodami reke Namnam na severozahodu in Yuvarlakçay na vzhodu. Slednja naj bi bila habitat vidre. Na severu in zahodu se v jezero izliva nekaj gorskih potokov.
Zaradi posebnosti biotopov na tako razmeroma majhnem območju je rezervat tako poseben. V reki, morju in njegovi peščeni plaži so sladka vodna jezera, reke in potoki, veliko brakično vodno območje. Poleg kmetijskih zemljišč za gojenje agrumov, sezama in bombaža obstajajo mokrišča, obsežni gozdovi ambrovca (liquidambar), bora in makije. Okoli jezera so številna majhna mokrišča z bogato populacijo ptic. Med pticami so plašica (Remiz pendulinus), srpična trstnica (Acrocephalus scirpaceus), Rakar (ptič)  in kvakač (Nycticorax nycticorax). Močvirja pogosto mejijo na močvirne gozdove turškega ambrovca (Liquidambar orientalis). Te gozdove pogosto sekajo jarki, za podrast pa imajo preslico. Turški ali orientalski ambrovec je endemit, ki uspeva na močvirnih območjih in jo pogosto opazimo v kombinaciji z drugimi drevesi. Vrsta je že tradicionalno pomembna za pridobivanje izvlečka soka (naravna smola), ki ga predelajo v storax balzam. Izvleček, ki ga nabirajo s previdnim odstranjevanjem dela lubja, uporabljajo v medicinske namene in za proizvodnjo parfumov. Zaradi tega so imeli gozdovi velik gospodarski pomen. Vendar pa je vse manj mojstrskih proizvajalcev tega. 
Na žalost se je območje gozdov ambrovca zmanjšalo z nezakonito sečnjo dreves, da bi ustvarili nove kmetijske površine. Reprezentativne gozdove ambrovca lahko še vedno najdemo na Yuvarlakçayju blizu vasi Kavakarası, na bregu severno od Sultaniye, severozahodno od Hamitköyja, pri Köyceğiz in pri Tepearası
Na južni strani jezera Köyceğiz je geološki prelom, vzdolž katerega je več žveplovih termalnih vrelcev.
Edino zdravilišče, Sultaniye, je bilo obnovljeno v 1990-ih letih in je bilo od takrat priljubljena turistična točka. Temperatura vode znaša 40 ° C. Poleg termalnega vrelca je tudi blatna kopel. Ob nekdanjem rečnem odcepu je še nekaj blatnih kopeli. To je mesto, kjer je mogoče opaziti afriško mehkokožno želvo (Trionyx triunguis). To je želva z mehkim oklepom, od tod ime, ki je velika približno 1 meter. Je zaščitena, termofilska vrsta. Posledično jo pogosto opazimo v bližini termalnih vrelcev vzdolž preloma. Vrsta se pojavlja v bližini morja, v lagunah, jezerih, rekah in kanalih, tako v sladkih kot v brakičnih vodah. Želva je večinoma vodna žival in zapusti vodo le za kratek čas, ko počiva na soncu. V rezervatu Köyceğiz-Dalyan oviparnost poteka na brakičnem obrežju plaže İztuzu. Porečje Dalyan-Köyceğiz je na skrajnem severozahodu območja vrste.
Severovzhodno in jugovzhodno od jezera Köyceğiz so nižine, drugi deli pa so obdani s hribi. Najvišji med njimi sta Ölemez (937 m) na jugozahodu in hrib Bozburun (556 m) na jugu. Hribi na obrobju območja so v glavnem poraščeni s turškim borom (Pinus brutia). Turški bor je endemičen za vzhodno Sredozemlje, Turčija pa je glavni del njegovega obsega. Običajno raste na nižji nadmorski višini do višine 600 metrov. Drevo doseže višino 20–35 metrov z največjim premerom debla okoli 1 meter. 
Ob reki nasproti Dalyana so skalne grobnice Kaunosa, glavnega mesta antične Karije. Iz zgornjih vrst amfiteatra in njegove akropole se odpira čudovit pogled na reko, Alagöl (zaliv Çandır) in trstičevje ob ustju. Poleg kulturnega in zgodovinskega pomena je zgodovinsko mesto zanimivo tudi zaradi številnih plazilcev, ptic in žuželk. V Kaunosu najdemo številne od skupno 33 vrst plazilcev s posebnega zavarovanega okolja. Med njegove najbolj vidne vrste spadajo hardun (Stellagama stellio) ali zvezdasta agama, žoltoplaz, navadni kameleon in črna bičasta kača. Poleg tega so na tem mestu številne želve. Ptice okoli Kaunosa so skalni brglez (Sitta neumayer), postovka, puščavec (Monticola solitarius) in zlatovranka.
Estuarij Dalyan je labirint kanalov skozi trstičje. Med vožnjo z ladjico lahko opazimo različne vrste ptic, kot so mala bela čaplja, velika bela čaplja in kormoran. Na zahodni strani delte je Alagöl, zaliv Çandır, ki ga ogrevajo številni termalni vrelci. To je morda razlog, da je zaliv prizorišče parjenja želve v drugi polovici aprila.

Odlaganje jajc poteka na plaži İztuzu maja in junija. S povprečnim številom gnezd okoli 200 letno (razpon 57–330 v letih popisa), je plaža İztuzu eno glavnih območij gnezdenja v Sredozemlju,. Zaradi tega obstajajo strogi predpisi za preprečevanje motenj.
- Od 1. maja do 1. oktobra je plaža zaprta za javnost med 20.00 in 08.00 uro, da bi izključila dezorientacijo odraslih želv in valilk zaradi motenja ljudi in umetne svetlobe.
- V območju gnezdenja, ki je označeno s količki, so senčniki in ležalniki prepovedani, kopanje pa je prepovedano, da se prepreči motenje ali poškodba gnezda.
- Na plaži je prepovedana prisotnost vozil in hišnih ljubljenčkov.
- Hitri gliserji so prepovedani, tako na reki kot znotraj 1 milje od obale.

Od maja 2009 je na plaži center morskih želv, ki ga vodi oddelek za biologijo univerze Pamukkale. Osebje in prostovoljci patruljirajo na plaži in vodijo evidenco med plemensko sezono. Poškodovane želve, ki jih najdejo na plaži ali ob ustju, odpeljejo v center na zdravljenje in rehabilitacijo.
Plaža je dostopna tudi po cesti. Pot vodi po mokriščih jezera Sülüngür, ki ga je za promet s čolni ob reki zaprl dalyan ali ribiški jez.
Na Bozburun Tepesi nad plažo İztuzu leži radarska postaja, ki ponuja čudovito panoramsko razgledno območje na rezervat Köyceğiz-Dalyan.